# Кубок Колумбії з футболу 2024
Кубок Колумбії з футболу 2024 — 24-й розіграш кубкового футбольного турніру у Колумбії. Титул володаря кубка захистив «Атлетіко Насьйональ».

## Календар
| Раунд        | Дата                          | Матчі | Клуби   |
| ------------ | ----------------------------- | ----- | ------- |
| Перший раунд | 5–22 березня 2024             | 16    | 36 → 28 |
| Другий раунд | 8–25 квітня 2024              | 16    | 28 → 20 |
| Третій раунд | 8 травня – 29 серпня 2024     | 8     | 20 → 16 |
| 1/8 фіналу   | 11 вересня – 8 жовтня 2024    | 16    | 16 → 8  |
| 1/4 фіналу   | 17–25 жовтня 2024             | 8     | 8 → 4   |
| 1/2 фіналу   | 30 жовтня – 17 листопада 2024 | 4     | 4 → 2   |
| Фінал        | 12–15 грудня 2024             | 2     | 2 → 1   |

## Перший раунд
| Команда 1            | Заг.         | Команда 2                | 1-й матч | 2-й матч |
| -------------------- | ------------ | ------------------------ | -------- | -------- |
| 5–20 березня 2024    |              |                          |          |          |
| Енвігадо             | 2:0          | Орсомарсо (2)            | 1:0      | 1:0      |
| 6–20 березня 2024    |              |                          |          |          |
| Атлетіко (Калі) (2)  | 2:4          | Хагуарес де Кордова      | 1:2      | 1:2      |
| 7–21 березня 2024    |              |                          |          |          |
| Санта-Фе             | 4:2          | Бока Хуніорс де Калі (2) | 3:1      | 1:1      |
| 7–22 березня 2024    |              |                          |          |          |
| Богота (2)           | 1:6          | Онсе Кальдас             | 0:2      | 1:4      |
| Тигрес (2)           | 3:3 пен. 4:2 | Уніон Магдалена (2)      | 2:1      | 1:2      |
| Барранкілья (2)      | 2:4          | Атлетіко Уїла (2)        | 1:3      | 1:1      |
| 8–20 березня 2024    |              |                          |          |          |
| Атлетіко Букараманґа | 10:5         | Реал Сантандер (2)       | 6:2      | 4:3      |
| 8–22 березня 2024    |              |                          |          |          |
| Депортіво Перейра    | 2:0          | Реал Кундінамарка (2)    | 2:0      | 0:0      |

## Другий раунд
| Команда 1            | Заг.         | Команда 2           | 1-й матч | 2-й матч |
| -------------------- | ------------ | ------------------- | -------- | -------- |
| Атлетіко Уїла (2)    | 3–3 пен. 3–4 | Реал Картахена (2)  | 2–0      | 1–3      |
| Форталеса (2)        | 3–1          | Онсе Кальдас        | 2–1      | 1–0      |
| Атлетіко Букараманґа | 6–0          | Патріотас (2)       | 3–0      | 3–0      |
| Депортіво Перейра    | 2–2 пен. 4–3 | Леонес (2)          | 1–1      | 1–1      |
| Енвігадо             | 6–4          | Депортес Кіндіо (2) | 3–2      | 3–2      |
| Льянерос (2)         | 3–3 пен. 3–4 | Хагуарес де Кордова | 2–2      | 1–1      |
| Інтер (Пальміра) (2) | 2–3          | Санта-Фе            | 2–2      | 0–1      |
| Кукута Депортиво (2) | 0–1          | Тигрес (2)          | 0–0      | 0–1      |

## Третій раунд
| Команда 1         | Заг. | Команда 2            | 1-й матч | 2-й матч |
| ----------------- | ---- | -------------------- | -------- | -------- |
| Санта-Фе          | 2–4  | Атлетіко Букараманґа | 1–1      | 1–3      |
| Енвігадо          | 3–2  | Реал Картахена (2)   | 2–0      | 1–2      |
| Тигрес (2)        | 5–6  | Хагуарес де Кордова  | 5–3      | 0–3      |
| Депортіво Перейра | 0–2  | Форталеса (2)        | 0–1      | 0–1      |

## 1/8 фіналу
| Команда 1              | Заг.         | Команда 2            | 1-й матч | 2-й матч |
| ---------------------- | ------------ | -------------------- | -------- | -------- |
| Америка де Калі        | 2–0          | Ла Екікад            | 2–0      | 0–0      |
| Форталеса              | 3–3 пен. 1–4 | Депортіво Калі       | 1–0      | 2–3      |
| Депортес Толіма        | 2–3          | Депортіво Пасто      | 1–2      | 1–1      |
| Мільйонаріос           | 1–1 пен. 2–4 | Атлетіко Букараманґа | 0–0      | 1–1      |
| Індепендьєнте Медельїн | 2–2 пен. 4–3 | Хуніор               | 2–0      | 0–2      |
| Бояка Чико             | 2–2 пен. 3–1 | Агілас Дорадас       | 2–1      | 0–1      |
| Альянса                | 2–3          | Атлетіко Насьйональ  | 1–1      | 1–2      |
| Енвігадо               | 0–1          | Хагуарес де Кордова  | 0–0      | 0–1      |

## 1/4 фіналу
| Команда 1           | Заг.         | Команда 2              | 1-й матч | 2-й матч |
| ------------------- | ------------ | ---------------------- | -------- | -------- |
| Америка де Калі     | 2–0          | Депортіво Калі         | 2–0      | 0–0      |
| Депортіво Пасто     | 1–2          | Атлетіко Букараманґа   | 1–2      | 0–0      |
| Бояка Чико          | 3–3 пен. 0–3 | Індепендьєнте Медельїн | 3–0      | 0–3      |
| Хагуарес де Кордова | 2–5          | Атлетіко Насьйональ    | 1–3      | 1–2      |

## 1/2 фіналу
| Команда 1            | Заг.         | Команда 2              | 1-й матч | 2-й матч |
| -------------------- | ------------ | ---------------------- | -------- | -------- |
| Атлетіко Насьйональ  | 2–1          | Індепендьєнте Медельїн | 2–0      | 0–1      |
| Атлетіко Букараманґа | 1–1 пен. 4–5 | Америка де Калі        | 1–1      | 0–0      |

## Фінал
| Команда 1           | Заг. | Команда 2       | 1-й матч | 2-й матч |
| ------------------- | ---- | --------------- | -------- | -------- |
| Атлетіко Насьйональ | 3–1  | Америка де Калі | 3–1      | 0–0      |